# Nicole Maier
Nicole Maier (* 9. April 2000 in Bottrop) ist eine deutsche Schwimmerin, die 2024 drei Bronzemedaillen bei Europameisterschaften gewann.

## Karriere
Nicole Maier schwamm für die SV Gladbeck 13, bevor sie studienhalber 2020 an die Miami University im Bundesstaat Ohio ging. Dort schwamm sie auch für die Redhawks, das Sportteam ihrer Universität.
Bei den Deutschen Meisterschaften 2022 belegte Maier sowohl über 200 Meter Freistil als auch über 400 Meter Freistil den zweiten Platz hinter Julia Mrozinski.
Im Juni 2024 bei den Europameisterschaften in Belgrad schwamm die deutsche 4-mal-200-Meter-Freistilstaffel mit Maya Werner, Leonie Kullmann, Nicole Maier und Celine Rieder auf den vierten Platz und lag nur 0,09 Sekunden hinter den drittplatzierten Türkinnen. Über 200 Meter Freistil siegte die Tschechin Barbora Seemanová vor der Ungarin Minna Ábrahám. 0,14 Sekunden hinter der Ungarin schlug Maier als Dritte an. Tags darauf erreichte die 4-mal-100-Meter-Mixed-Freistilstaffel mit Ole Mats Eidam, Martin Wrede, Maya Werner und Leonie Kullmann mit der viertbesten Vorlaufzeit das Finale. Im Endlauf erschwammen Martin Wrede, Peter Varjasi, Nicole Maier und Nina Jazy den dritten Platz, wobei Jazy nur eine Hundertstelsekunde vor der israelischen Schlussschwimmerin anschlug. Alle sieben Beteiligten erhielten eine Bronzemedaille. In der 4-mal-200-Meter-Mixed-Freistilstaffel schwammen im Vorlauf Jarno Baschnitt, Philipp Peschke, Leonie Kullmann und Nicole Maier die drittbeste Vorlaufzeit. Im Finale siegte das Quartett aus Ungarn vor dem polnischen Team. Danny Schmidt, Peschke, Kullmann und Maier schlugen als Dritte an. Einen Monat später bei den Olympischen Spielen in Paris schwamm die deutsche 4-mal-200-Meter-Freistilstaffel mit Isabel Gose, Nicole Maier, Julia Mrozinski und Nele Schulze die zehntbeste Vorlaufzeit.